# Lee Hong-ki
Dans ce nom coréen, le nom de famille, Lee, précède le nom personnel.
Lee Hong-ki, parfois orthographié Lee Hong-gi (coréen : 이홍기), né le 2 mars 1990 à Seongnam, est un acteur, chanteur, compositeur et personnalité médiatique sud-coréen. Il est membre du groupe de k-rock F.T. Island.

## Biographie
Enfant star, Lee Hong-ki débute dans l'industrie du divertissement à douze ans, dans la série Magic Kid Masuri. Il enchaîne dans divers k-dramas à destination du jeune public. Pour interpréter l'un des morceaux de la bande originale de Kkangsooni (2004), il s'initie au chant et décide de poursuivre dans la musique. C'est à cette époque qu'il est remarqué par différentes agences et signe finalement avec FNC Entertainment.
En 2007, il intègre le groupe de k-rock F.T. Island où il officie en tant que chanteur principal. Les débuts de la bande, alors constituée de cinq membres, sont très prometteurs mais intenses. La promotion est ininterrompue pendant plus d'un an et Lee Hong-ki voit sa santé décliner. Il devient aphone temporairement, s'épuise à maintenir le rythme et finit par faire un malaise à la fin d'un concert en décembre 2008. Il est hospitalisé dans la foulée. Une sous-unité de F.T. Island,  FT.triple, est alors formée pour ménager Lee Hong-ki.
Courant 2009, fraîchement rétabli, il fait ses débuts dans la comédie musicale avec un spectacle inspiré du Songe d'une nuit d'été de William Shakespeare. La même année, après avoir déserté les plateaux durant cinq ans pour se focaliser sur sa carrière musicale, il fait son retour sur le petit écran. Il intègre ainsi la distribution du drama You're Beautiful créé par les Sœurs Hong. Il tient l'un des rôles principaux aux côtés de Jang Geun-suk, Jung Yong Hwa et Park Shin-hye. Il campe Jeremy, un jeune batteur candide et exubérant au sein du boys band de fiction A.N.JELL. Sa performance est acclamée et il décroche le Prix de la révélation lors des SBS Drama Awards de 2009. Si la série enregistre des audiences nationales modestes, elle est un immense succès à l'étranger et entraîne deux remakes.
You're Beautiful renforce sa popularité, notamment au Japon. En 2011, il tient ainsi le rôle principal du drama nippon Muscle Girl! et partage l'affiche avec Yui Ichikawa. Il enchaîne avec le téléfilm coréano-japonais Noriko Goes to Seoul.
En août 2012, Lee Hong-ki, Jung Yong-hwa et Park Shin-hye apparaissent en tant qu'invités surprises lors d'une collecte de fonds organisée par l'association à but non lucratif Good Friends Save Children (GFSC). Ils se présentent devant 80 personnes, toutes rescapées du séisme de la côte Pacifique du Tōhoku survenu en 2011. L'assemblée est constituée en grande partie d'élèves ou de membres du personnel du collège Ogatsu d'Ishinomaki, situé dans la préfecture de Miyagi (l'une des zones les plus touchées par la catastrophe). Le trio offre des présents et réitère son soutien aux victimes.
De retour dans les productions sud-coréennes, Lee Hong-ki s'illustre notamment dans le long-métrage Rockin' on Heaven's Door où il a pour partenaire Baek Jin-hee. Le film est diffusé en salles en 2013. Cette année-là, il publie également son premier livre, Lee Hong-ki’s Nail Book, consacré au nail art. A l'automne, il rejoint le tournage du drama Bride of the Century. À la suite d'un accident survenu en décembre, il se luxe l'épaule et est contraint à quatre semaines de repos ; il doit en outre soigner de nombreuses blessures au visage. Il reprend la direction des plateaux en janvier 2014 et la série est diffusée un mois plus tard sur TV Chosun.
Sur cette même période, il s'exerce à l'écriture et devient parolier sur plusieurs chansons de F.T. Island, en japonais et en coréen.
2015 le voit étendre ses activités : il lance sa propre ligne, Skullhong, pour laquelle il conçoit des accessoires, bijoux et divers produits pour les ongles. La marque lui permet de mettre en lumière sa passion pour la mode et le nail art. L'entreprise, initialement basée à Séoul, est désormais implantée à Hong Kong et Tokyo.
Courant 2015, il travaille sur deux albums, l'un à destination du public coréen et l'autre pour les fans japonais ; ils sortent respectivement en novembre et décembre. L'un des singles phares, Insensible, est promu par un clip où apparaît son amie Park Shin-hye, sa partenaire de You're Beautiful. L'album dont il est issu, FM302, est également un succès et se hisse à la seconde place des chartes sud-coréennes.
Toujours en 2015, il apparaît dans une vidéo Youtube avec Subin, où ils reprennent en duo le titre Joker. Cette collaboration est née d'une volonté commune des deux interprètes, à la suite de leur rencontre au Hello Counselor.

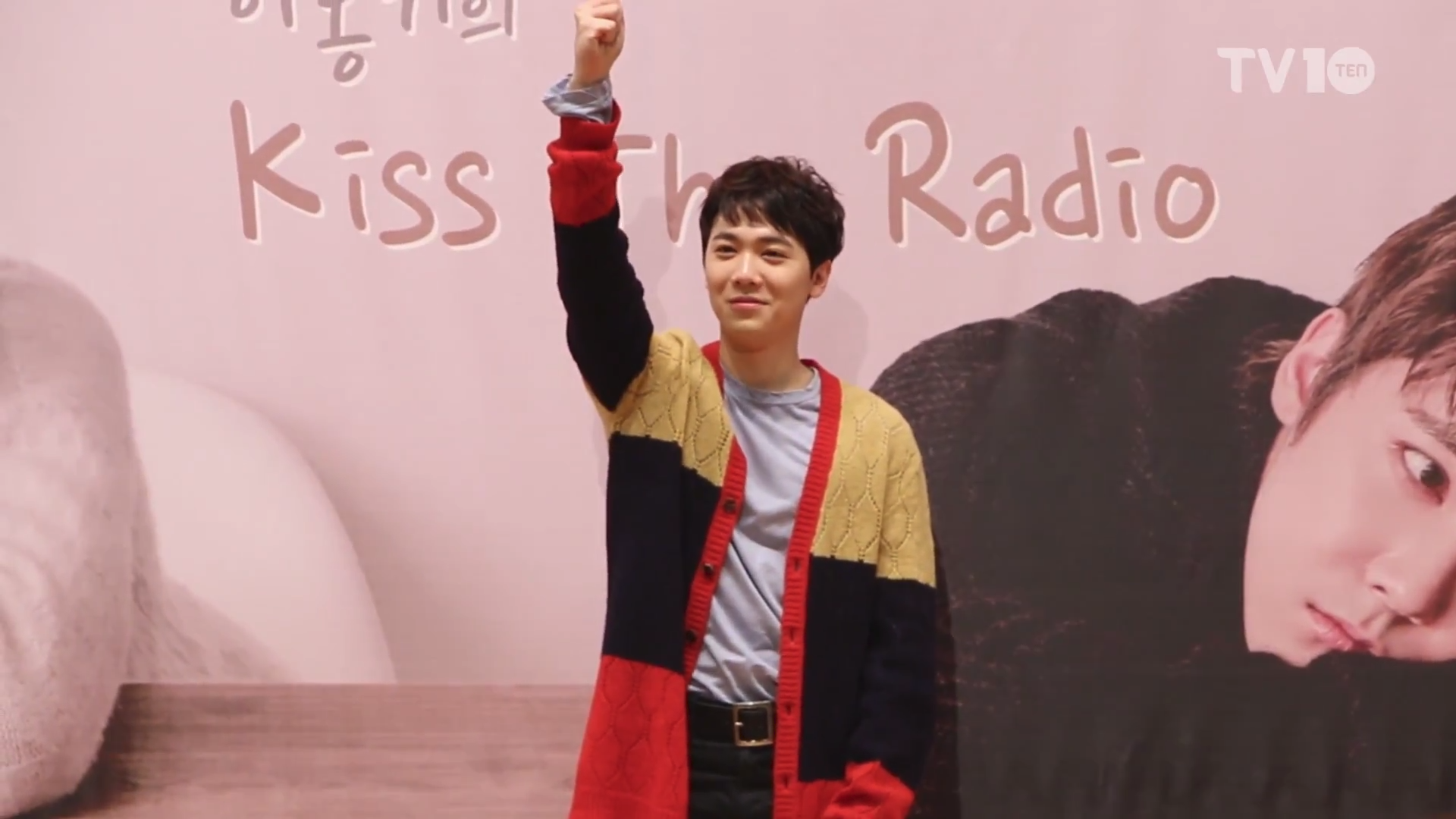
Lee Hong-ki assurant la promotion pour Kiss the Radio (2016).

De 2016 à 2018, il officie en tant qu'animateur pour la célèbre émission de radio Kiss the Radio, diffusée sur KBS Cool FM.
En 2017, il retrouve les Sœurs Hong et renoue avec les séries en jouant l'un des rôles majeurs de la production fantastique A Korean Odyssey, porté par Lee Seung-gi, Cha Seung-won et Oh Yeon-seo. Le drama, très populaire, bat des records d'audience sur tvN.
Début 2019, le scandale du Burning Sun ébranle l'industrie du divertissement sud-coréen. F.T. Island est directement impacté. Parmi les premières indications véhiculées dans la presse, de nombreuses accusations circulent autour de Lee, le chanteur d'un groupe, sans autre précision quant à son identité. Lee Hong-ki est soupçonné mais rapidement disculpé par les journalistes d'investigation ; le Lee en question est en effet Seungri du groupe Big Bang (Lee Seung-Hyun de son vrai nom). Le 14 mars 2019, le guitariste et claviériste Choi Jong-hoon quitte F.T. Island après que son implication dans l'affaire du Burning Sun ait été avérée. Malgré les supplications de certaines fans, Lee Hong-ki condamne fermement les actes de son ancien camarade et se désolidarise de ce dernier. A la suite du départ de Choi, il devient le leader du groupe.
Entre 2019 et 2021, il effectue son service militaire obligatoire.
Il retourne au théâtre musical en 2022 pour la troisième mouture de Mata Hari, œuvre extrêmement populaire signée par le tandem Murphy-Wildhorn. Choisi pour incarner le jeune pilote romantique Armand, il a notamment pour partenaire la célèbre Ock Joo-Hyun. Sa prestation est saluée.

## Vie privée

### Amitiés célèbres
Lee Hong-ki est proche de plusieurs célébrités, parmi lesquelles Simon Dominic, Hee-chul et Min. A la fin du tournage de You're Beautiful, son amitié avec Jung Yong-hwa, Jang Geun-suk et Park Shin-hye a perduré.

### Maladie chronique
En décembre 2023, Lee Hong-ki évoque la maladie chronique dont il est atteint, l'hidradénite suppurée. Les premiers symptômes sont apparus lorsqu'il était au collège et ont empiré par la suite. Il est longuement revenu sur les souffrances physiques mais également psychologiques occasionnées par la maladie.

## Filmographie

### Télévision
| Année(s)    | Titre                                             | Rôle                       | Note(s)                                                     |
| ----------- | ------------------------------------------------- | -------------------------- | ----------------------------------------------------------- |
| 2002 - 2004 | Magic Kid Masuri                                  | Kim Ji-hoon                | Rôle récurrent                                              |
| 2003        | TV Tale: Bicycle Thief                            | Park Min-woo               | Casting principal                                           |
| 2003        | TV Tale: Devil's Temptation                       | Kim Young-ho               | Rôle principal                                              |
| 2003        | TV Tale: Beautiful May                            | Sa Hong-jun                | Rôle principal                                              |
| 2004        | There's Light at the Tip of My Fingernails        | Han Joo-min/ Han Joo-myung | Rôle principal                                              |
| 2004        | Kkangsooni                                        | Eo Soo-bong                | Casting principal                                           |
| 2004        | Freezing Point                                    | Choi Hwan                  | Rôle secondaire                                             |
| 2005        | Flower Butterfly and Sunflower                    | Min-woo                    |                                                             |
| 2005        | Winter Child                                      |                            |                                                             |
| 2006        | Happy Time After School- Master of Hanja Dororong | Le frère de Dororong       |                                                             |
| 2008        | Unstoppable Marriage                              | L'ami de Hwang Sa-baek     | Caméo, épisode 62                                           |
| 2008        | On Air                                            | Lui-même                   | Caméo, épisode 1                                            |
| 2009        | Style                                             | Lui-même                   | Caméo, épisode 6                                            |
| 2009        | You're Beautiful                                  | Jeremy                     | Casting principal                                           |
| 2010        | More Charming By the Day                          | Le livreur de poulet       | Caméo, épisode 111                                          |

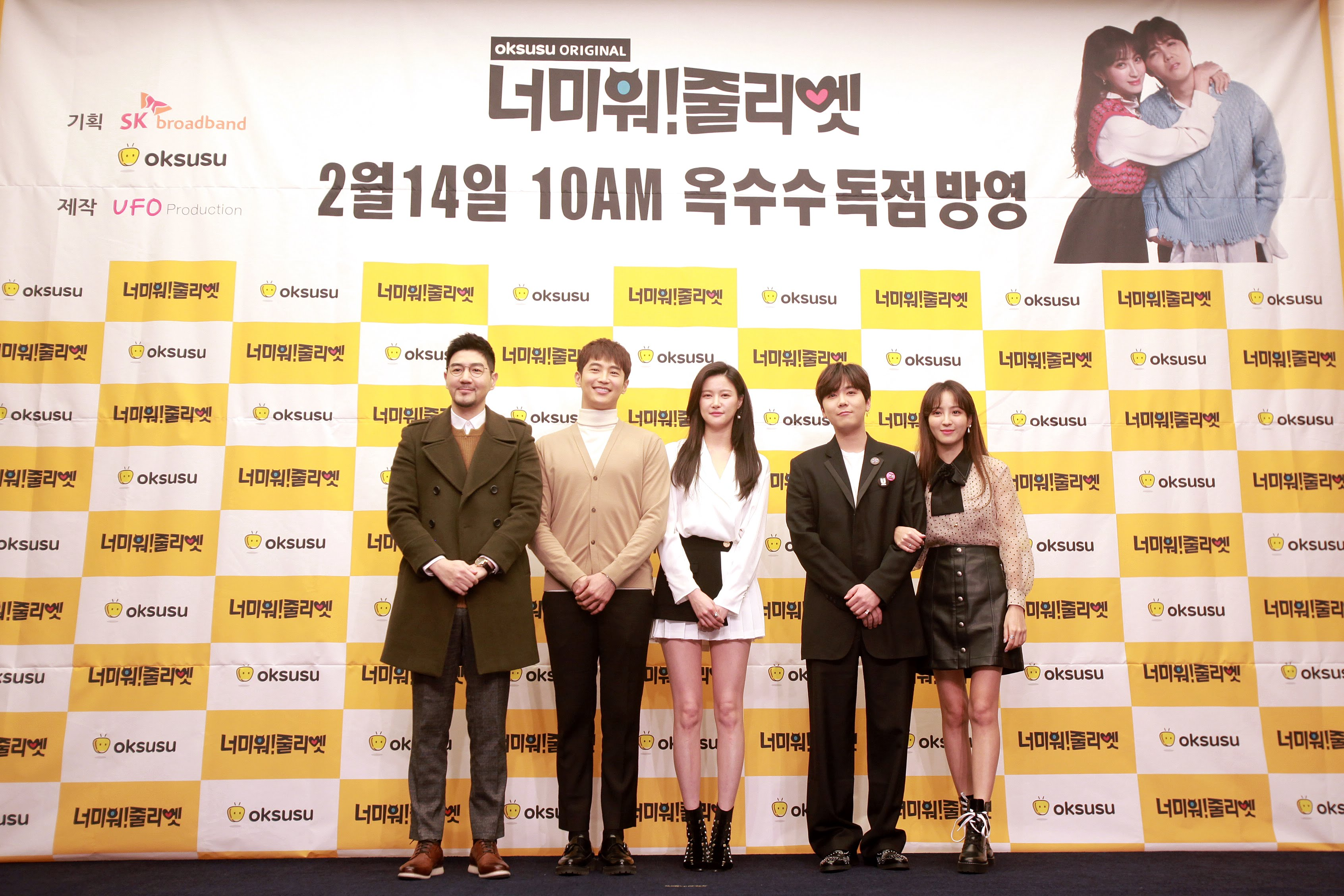
Lee Hong-ki lors de la présentation du drama I Hate You, Juliet (2019).

| 2010        | My Girlfriend Is a Gumiho                         | Jeremy                     | Caméo, épisode 16 ; Reprise de son rôle de You're Beautiful |
| 2011        | Muscle Girl!                                      | Yoo Ji-ho                  | Rôle principal                                              |
| 2011        | Noriko Goes to Seoul                              | Kim Min-ha                 | Rôle principal                                              |
| 2014        | Bride of the Century                              | Choi Kang-joo              | Rôle principal                                              |
| 2014        | Modern Farmer                                     | Lee Min-ki                 | Rôle principal                                              |
| 2017        | A Korean Odyssey                                  | P.K                        | Casting principal                                           |
| 2019        | I Hate You, Juliet                                | Cha Yool                   | Rôle principal                                              |
| 2019        | Melting Me Softly                                 | Son Hyeon-gi (jeune)       | Caméo                                                       |

### Cinéma
| Année | Titre                    | Rôle      | Note            |
| ----- | ------------------------ | --------- | --------------- |
| 2013  | Rockin' on Heaven's Door | Choong-ui | Rôle principal  |
| 2014  | How to Steal a Dog       | Seok-gu   | Rôle secondaire |

### Emissions télévisées(sélection partielle)

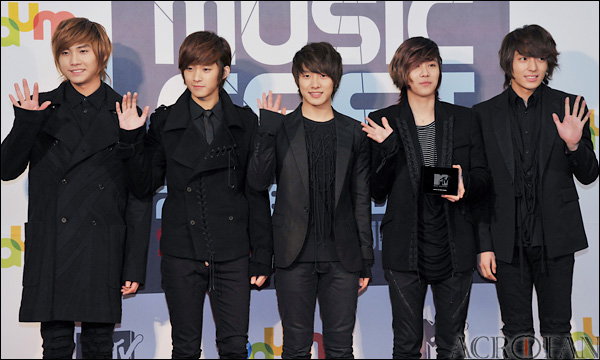
Le groupe F.T. Island au complet ; Lee Hong-ki est à la seconde position en partant de la droite (2011).

| Année | Titre                         | Note                                                                   |
| ----- | ----------------------------- | ---------------------------------------------------------------------- |
| 2009  | Inkigayo                      | Maître de cérémonie                                                    |
| 2013  | We Got Married Global Edition | Participation avec Fujii Mina                                          |
| 2015  | King of Mask Singer           | Episode 3                                                              |
| 2015  | Coming Out FTISLAND           | Emission de téléréalité avec les membres de F.T. Island                |
| 2017  | King of Mask Singer           | Apparition en tant que "Lupin the Phantom Thief" (épisodes 105 et 106) |
| 2018  | Produce 48                    | Coach vocal                                                            |
| 2019  | Produce X 101                 | Maître de cérémonie sur l'épisode The Beginning                        |

## Performances scéniques

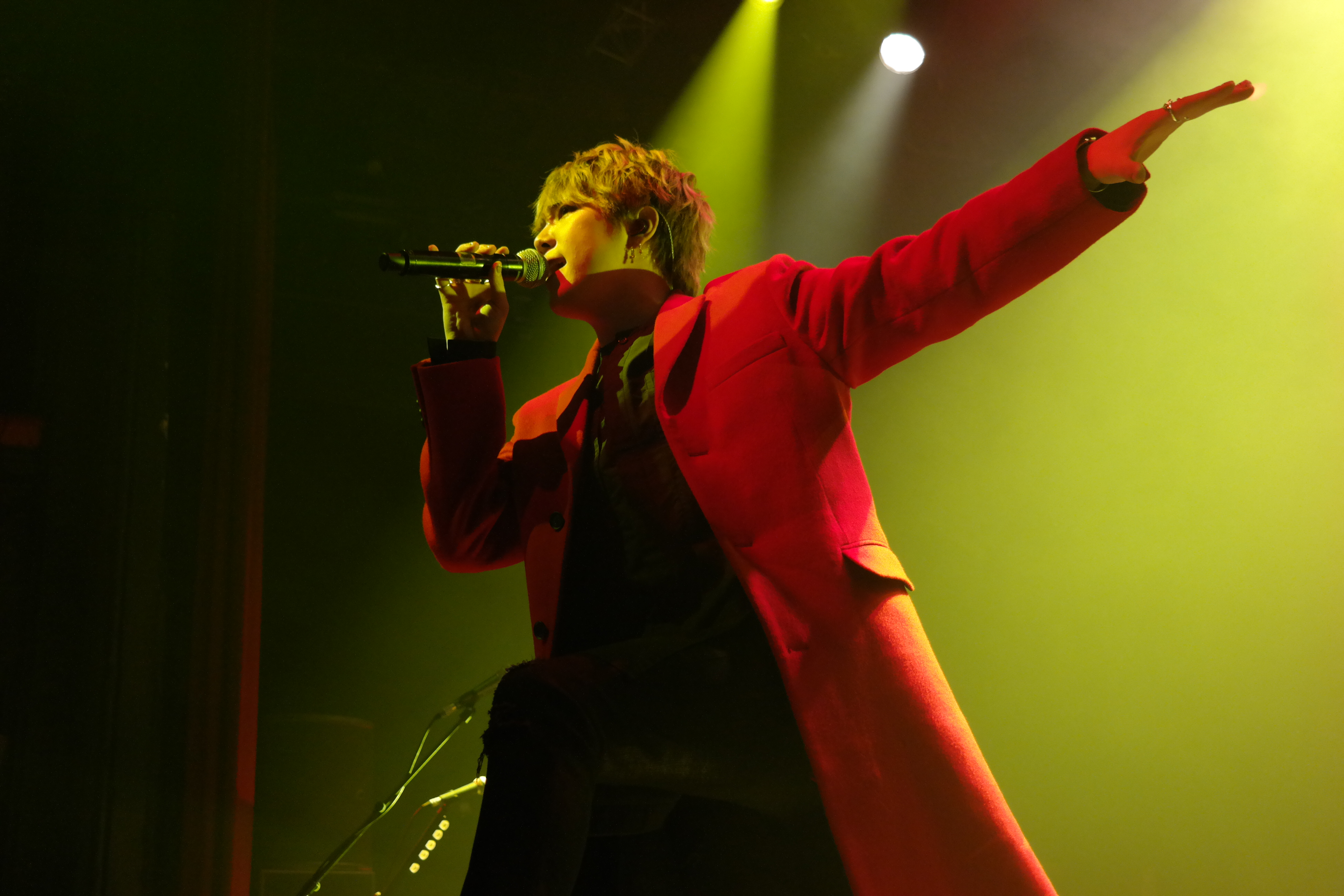
Lee Hong-ki en concert à La Cigale (2015).

| Année(s)    | Titre                          | Rôle        |
| ----------- | ------------------------------ | ----------- |
| 2009        | A Midsummer Night's Dream      | Lysander    |
| 2014        | Vampire                        | Dracula     |
| 2016        | Those Days                     | Mooyoung    |
| 2019        | I Loved You                    | Yoon Gichul |
| 2020        | Return: The Promise of The Day | Hyunmin     |
| 2021        | 1976 Harlan County             | Daniel      |
| 2021 - 2022 | Jack the Ripper                | Daniel      |
| 2022        | Mata Hari                      | Armand      |
| 2023        | Harlan County                  | Daniel      |

## Discographie

### Carrière solo

#### Albums studio
| Titre  | Détails                                                                                                  | Place dans les chartes japonaises | Ventes           |
| ------ | --- | --------------------------------- | ---------------- |
| AM302  | - Sortie : 9 décembre 2015 (Japon) - Label : Warner Music Japan - Formats : CD, téléchargment, streaming | 6                                 | - Japon : 25,444 |
| Cheers | - Sortie : 5 décembre 2018 (Japon) - Label : Warner Music Japan - Formats : CD, téléchargment, streaming | 10                                | - Japon : 13,585 |

#### Extended plays
| Titre                               | Détails | Place dans les chartes | Place dans les chartes | Ventes                                  |
| Titre                               | Détails | Japon                  | Corée du Sud           | Ventes                                  |
| ----------------------------------- | --- | ---------------------- | ---------------------- | --------------------------------------- |

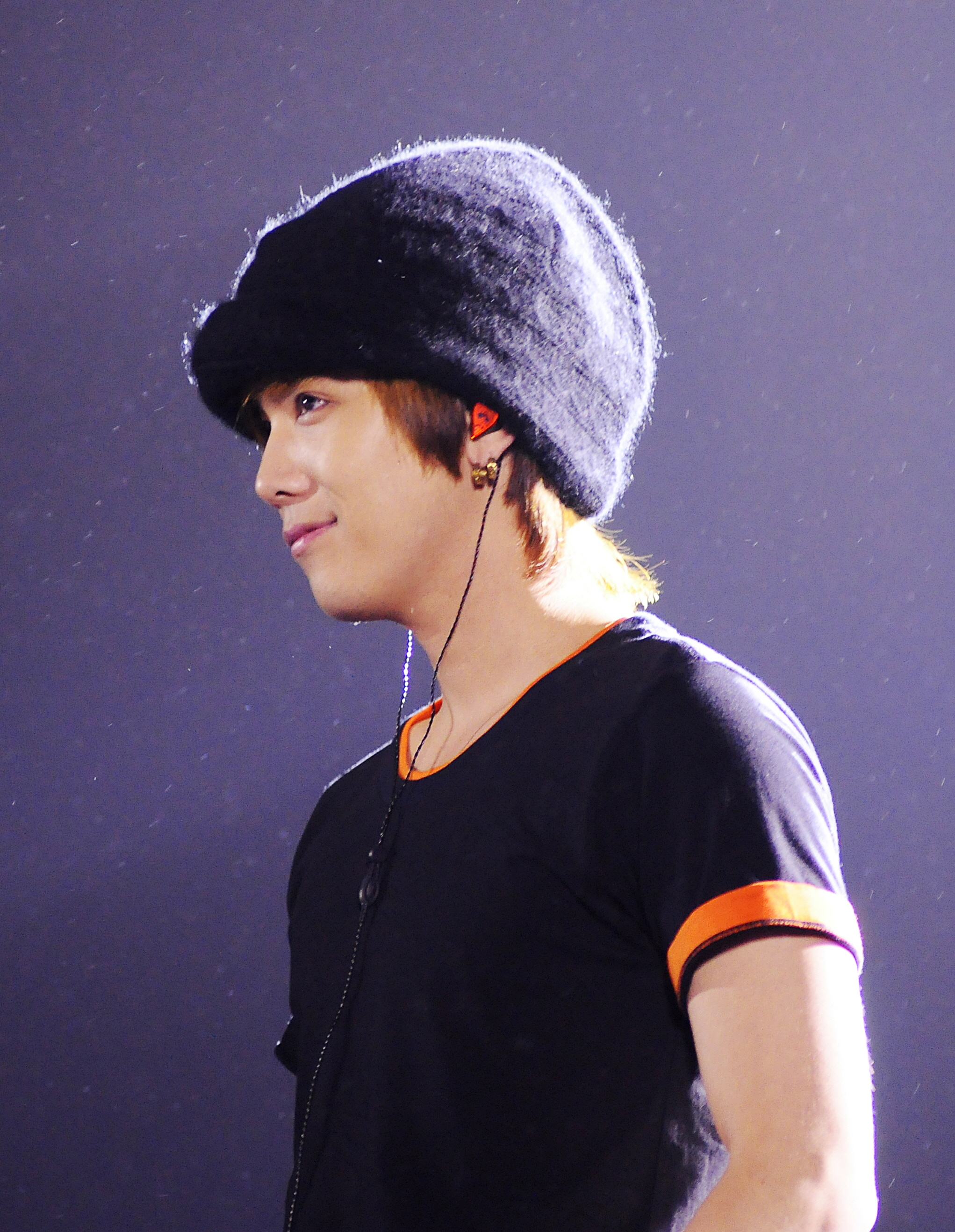
Lee Hong-ki en concert à Hanoï, Viêt Nam (novembre 2012).

| FM302                               | - Sortie : 18 novembre 2015 (Corée du Sud) - Label : FNC Entertainment - Formats : CD, téléchargement, streaming | —                      | 2                      | - Corée du Sud : 36,925                 |
| Do N Do                             | - Sortie : 18 Octobre 2018 (Corée du Sud) - Label : FNC Entertainment - Formats : CD, téléchargement, streaming  | 38                     | 2                      | - Japon : 2,056 - Corée du Sud : 17,516 |
| Drawing                             | - Sortie : 22 septembre 2021 (Japon) - Label : Warner Music Japan - Formats : CD, téléchargement, streaming      | 11                     | —                      | - Japon : 6,633                         |
| "—" ne figure pas dans les chartes. | |                        |                        |                                         |

#### Singles

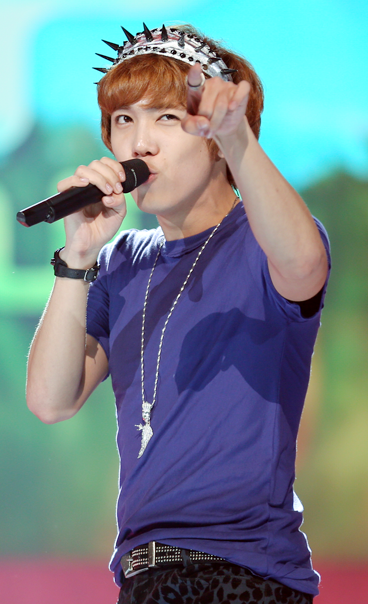
Lee Hong-ki lors d'un concert (octobre 2012).

| Titre                                                             | Année | Place dans les chartes | Album dont est issu le single |
| Titre                                                             | Année | Corée du Sud           | Album dont est issu le single |
| ----------------------------------------------------------------- | ----- | ---------------------- | ----------------------------- |
| Insensible (눈치 없이)                                            | 2015  | 29                     | FM302                         |
| Still Love You (사랑했었다) (avec Yoo Hwe-seung)                  | 2018  | —                      |                               |
| I Am (avec Cheetah)                                               | 2018  | —                      | Do N Do                       |
| Cookies (avec Jung Il-hoon)                                       | 2018  | —                      | Do N Do                       |
| Can I Love Again (다시 사랑할 수 있을까) (avec Baek Ji-young)     | 2021  | 39                     |                               |
| Only One Person - 2023 (한사람만 - 2023) (reprise de F.T. Island) | 2023  | 47                     |                               |
| Heejae (희재) (reprise de Sung Si-kyung)                          | 2023  | 90                     |                               |
| Delete (삭제) (reprise de Lee Seung-gi)                           | 2023  | 140                    |                               |
| You, Clouds, Rain (비도 오고 그래서) (reprise de Heize)           | 2023  | —                      |                               |
| "—" ne figure pas dans les chartes.                               |       |                        |                               |

#### Participations à des bandes originales
| Titre                                    | Année | Bande originale concernée     |
| ---------------------------------------- | ----- | ----------------------------- |
| Lately I (요즘 나는) (avec Nam Gyu-ri)   | 2007  | Unstoppable Marriage          |
| Still (여전히)                           | 2009  | You're Beautiful              |
| Jump                                     | 2013  | Rockin' on Heaven's Door      |
| Goodbye                                  | 2013  | Rockin' on Heaven's Door      |
| Two of Us (avec Mina Fujii)              | 2013  | We Got Married Global Edition |
| I'm Saying (말이야)                      | 2013  | The Heirs                     |
| What I Wanted to Say (아직 하지 못한 말) | 2014  | Bride of the Century          |
| When Love Comes (사랑이 올 때)           | 2014  | Modern Farmer                 |
| Do Or Die                                | 2014  | Modern Farmer                 |
| Raise Me Up                              | 2018  | Switch                        |
| El's Word                                | 2021  | Elsword                       |

## Récompenses
| Année | Cérémonie                                     | Catégorie                  | Œuvre concernée  |
| ----- | --------------------------------------------- | -------------------------- | ---------------- |
| 2009  | 17ème Korean Culture and Entertainment Awards | Top 10 des chanteurs       | Aucune           |
| 2009  | SBS Drama Awards                              | Prix de la révélation      | You're Beautiful |
| 2010  | 16ème Korean Entertainment Arts Awards        | Meilleur chanteur masculin | Aucune           |
| 2013  | 27ème Golden Disk Awards                      | Prix InStyle Fashionista   | Aucune           |